# Maria Francesca di Gesù
Maria Francesca di Gesù, al secolo Anna Maria Rubatto (Carmagnola, 14 febbraio 1844 – Montevideo, 6 agosto 1904), è stata una religiosa e missionaria italiana, fondatrice delle Suore Terziarie Cappuccine di Loano (dal 1973 Suore Cappuccine di Madre Rubatto). La Chiesa cattolica la venera come santa.

## Biografia
Anna Maria nacque il 14 febbraio 1844 a Carmagnola, un fiorente centro agricolo commerciale non lontano da Torino.
La morte di fratellini e sorelline, a causa della diffusa mortalità infantile, e la perdita dei genitori, determinarono il suo trasferimento a Torino all'età di 19 anni, dove fu collaboratrice, dama di compagnia e consigliera per l'amministrazione dell'ingente patrimonio della nobildonna Marianna Costa Scoffone. A Torino ebbe come direttori spirituali prima Padre Felice Carpignano dell'Oratorio e poi il Canonico Bartolomeo Giuganino, Penitenziere della Curia Metropolitana di Torino.
Recatasi a Loano, nella riviera ligure di Ponente, nell'estate del 1883, per la cura dei bagni, insieme alla sorella Maddalena, cominciò a frequentare la chiesa dei Cappuccini. Uscendo di chiesa, in un mattino d'agosto, si imbatté in un giovane operaio ferito alla testa da una pietra caduta dai ponti di un edificio in costruzione: soccorse il giovane, lavò e medicò la ferita e, consegnandogli lo stipendio pari a due giornate di lavoro, lo mandò a casa perché potesse riposarsi. In seguito a questo episodio fu invitata a far parte della comunità religiosa femminile alla quale era destinata la costruzione, un piccolo nucleo di giovani che iniziavano la vita comunitaria come terziarie cappuccine per richiesta di Maria Elice, coadiuvata da padre Angelico.
Il noviziato ebbe inizio il 23 gennaio 1885 e Anna Maria prese il nome di suor Maria Francesca di Gesù. Il noviziato da lei guidato era caratterizzato da preghiera, penitenza e povertà, con la protezione del vescovo di Albenga monsignor Filippo Allegro. La prima professione di madre Francesca e delle sue prime compagne avvenne il 17 settembre 1886, festa delle stigmate di San Francesco.
Rivelò doti di organizzatrice di opere di bene, incurante di ogni pregiudizio e condizionamento puramente umano, con orientamento verso i più poveri per evangelizzarli attraverso le opere di carità. Si recava tra i pescatori e li istruiva nella dottrina cristiana sino a far loro ricevere i Sacramenti.
Sotto la sua guida vennero aperte in vent'anni venti Case in Italia e in America Latina. Il 13 marzo del 1900 ad Alto Alegre un gruppo di indios armati di archi e frecce, di bastoni e di fucili, diedero assalto alla comunità sterminandola insieme ai cristiani del villaggio, con 261 morti accertati. All'arrivo a Genova il 22 marzo del telegramma che riferiva del massacro spalancò le braccia verso il cielo, e congiungendo le mani esclamò: «Sia fatta la volontà di Dio». Poi svenne dal dolore. Appena ripresasi aggiunse: «Perché non mi avete fatto martire con queste mie figlie?... Perché non ne ero degna».
Si trasferì come missionaria presso gli indios e morì il 6 agosto del 1904 a Montevideo dopo essersi ammalata di cancro. La sua salma fu sepolta nel cimitero dei poveri di Montevideo, come chiese nel suo testamento, dove aveva aperto la prima Casa del nuovo continente.

## Processo di beatificazione e canonizzazione

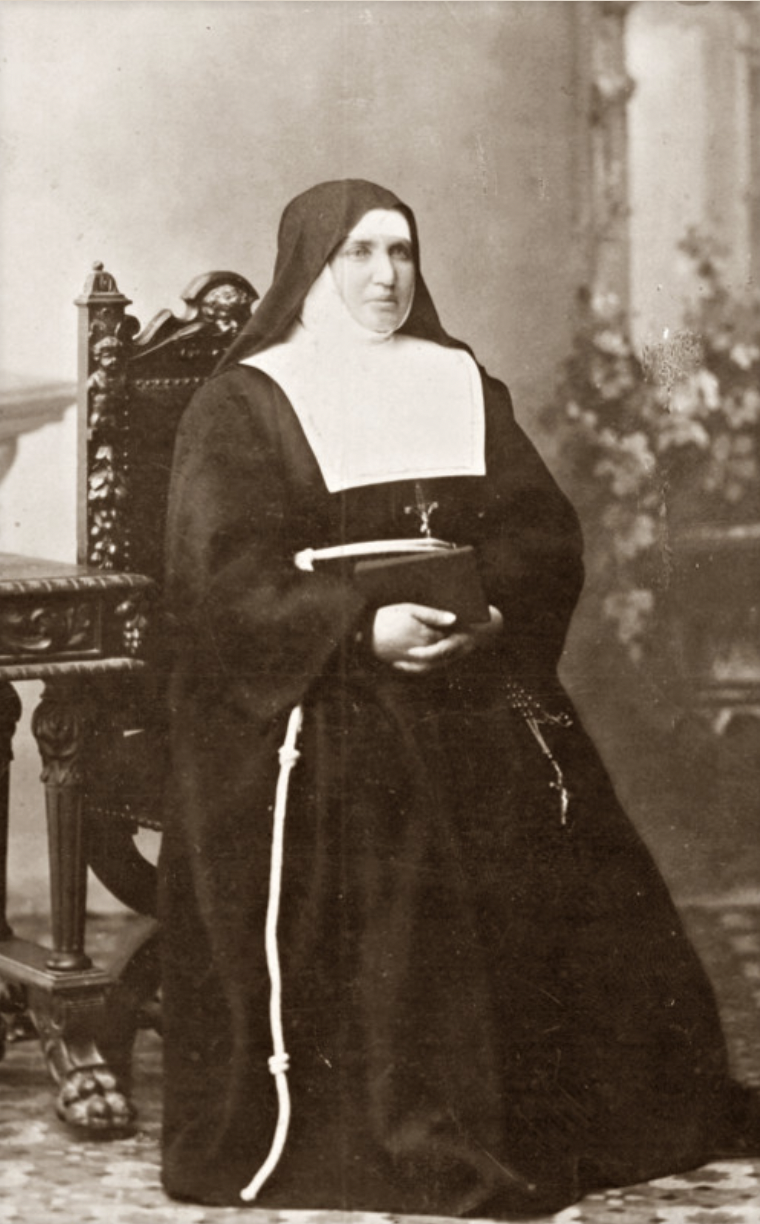
Maria Francesca di Gesù

### Beatificazione e relativo miracolo
La causa per la sua beatificazione fu introdotta nel 1965. Il decreto sull'eroicità delle virtù si ebbe il 1º settembre 1988 e il 10 ottobre 1993 il pontefice Giovanni Paolo II la beatificò solennemente a Roma.
Come miracolo utile ad ottenerne la beatificazione è stato considerato il caso di Giovanni Battista Bottino, un bambino a cui nel 1939 erano state tolte le tonsille a causa di un'infiammazione. L'operazione di tonsillectomia aveva però causato un'infezione grave degenerata in shock settico. Il piccolo risultò guarito in seguito alle preghiere rivolte a Dio per l'intercessione di Madre Francesca Rubatto.

### Canonizzazione e relativo miracolo
Il 21 febbraio 2020 papa Francesco ha emanato il decreto circa la canonizzazione, che è stata celebrata il 15 maggio 2022 in piazza San Pietro dallo stesso pontefice.
Ai fini della canonizzazione la Chiesa cattolica ha considerato miracolosa la guarigione, avvenuta il 24 marzo 2000 a Colonia del Sacramento (Uruguay), di un giovane di Montevideo, che era stato investito riportando un "trauma cranio-encefalico con grave emorragia subaracnoidea, coma grave, ipertensione endocranica e danno assonale diffuso". L'inchiesta diocesana si svolse a Montevideo (Uruguay) dall'11 maggio 2005 al 21 agosto 2006. La Congregazione delle cause dei santi approvò l'inchiesta il 24 maggio 2013. Il 24 gennaio 2019 la Consulta Medica giudicò scientificamente inspiegabile l'assenza di danni neurologici. Il 29 ottobre 2019 i Consultori Teologi dichiararono la guarigione miracolosa e da attribuire all'intercessione della beata Maria Francesca di Gesù. Dopo il parere positivo della Sessione Ordinaria dei Cardinali e dei Vescovi, riunitasi il 18 febbraio 2020, papa Francesco autorizzò il 21 febbraio 2020 la promulgazione del "Decreto super miraculo", cui seguì la canonizzazione.